# Zero (Chris Brown)
Zero è un brano del cantante statunitense Chris Brown, estratto come secondo singolo dal suo settimo album in studio Royalty. È stato pubblicato il 18 settembre 2015.

## Il brano
Musicalmente, il brano presenta un genere disco, R&B e funk che richiamano lo stile del gruppo francese dei Daft Punk. Gli elementi funk sono rimarcabili nella linea di basso e nel ritmo della chitarra elettrica presente nel ritornello. Altro fattore che ricorda molto le canzoni dei Daft Punk è la presenza di una voce robotica in alcuni punti della canzone.

## Il video musicale
Il video musicale di Zero è stato pubblicato il 23 settembre 2015 sul canale Vevo di Chris Brown, in un cortometraggio di 9 minuti intitolato Liquor/Zero che contiene anche il video di Liquor nella prima parte. Due giorni dopo, il cantante pubblica i video delle due canzoni anche in due versioni singole.
In una scena del video, Brown entra in un cinema; sull'insegna luminosa presente sull'entrata dell'edificio, è riportato il nome dello spettacolo: One Hell of a Night. Il nome potrebbe essere un riferimento al tour One Hell of a Nite, intrapreso dal cantante dal 12 agosto al 19 settembre 2015 negli Stati Uniti d'America.
La scena finale vede la comparsa del pokerista statunitense Dan Bilzerian, che incontra e saluta Brown in un supermercato.

## Classifiche
| Classifica (2015-16) | Posizione massima |
| -------------------- | ----------------- |
| Belgio (Fiandre)     | 25                |
| Belgio (Vallonia)    | 33                |
| Francia              | 181               |
| Regno Unito          | 68                |
| Stati Uniti          | 80                |